# Gobernador Etchevehere
Villa Gobernador Luis F. Etchevehere ou Las Delicias (également appelée Estación Gobernador Etchevehere ou Gobernador Etchevehere) est une localité rurale argentine située dans le département de Paraná et dans la province d'Entre Ríos.

## Démographie
La population de la localité, c'est-à-dire sans tenir compte de la zone rurale, était de 125 habitants en 1991 et de 210 en 2001. La population de la juridiction du conseil d'administration était de 372 habitants en 2001.
Le conseil d'administration a été créé par le décret no 4231/1975 MGJE du 6 octobre 1975. Les limites de compétence du conseil d'administration ont été étendues par le décret no 2376/1985 MGJE du 12 juillet 1985, et il a été élevé à la 2e catégorie par le décret no 3692/2001 MGJ du 3 octobre 2001.

## Statut de commune
La réforme de la Constitution de la province d'Entre Ríos entrée en vigueur le 1er novembre 2008 a prévu la création de communes, qui a été réglementée par la loi sur les communes no 10644, adoptée le 28 novembre 2018 et promulguée le 14 décembre 2018. La loi stipule que tout centre de population stable qui contient entre 400 et 700 habitants sur une superficie d'au moins 75 km2 constitue une commune de 2e catégorie. La loi sur les communes a été réglementée par le pouvoir exécutif provincial par le biais du décret no 110/2019 du 12 février 2019, qui a déclaré la reconnaissance ad referendum du pouvoir législatif de 21 communes de 2e catégorie à compter du 11 décembre 2019, dont Gobernador Etchevehere. La commune est dirigée par un département exécutif et un conseil communal de 6 membres, dont le président est également le président communal. Ses premières autorités ont été élues lors des élections du 9 juin 2019.